# Due madri per Eero
Due madri per Eero (Äideistä parhain) è un film del 2005 diretto da Klaus Härö.

## Riconoscimenti
Guldbagge - 2006
Miglior attrice a Maria Lundqvist
Candidatura a miglior attore non protagonista a Michael Nyqvist